# Desmiphora nigroannulata
Desmiphora nigroannulata là một loài bọ cánh cứng trong họ Cerambycidae.